# Mark Veenhoven
Mark Veenhoven (Papendrecht, 3 marzo 1998) è un calciatore olandese, centrocampista dei Spakenburg.

## Carriera

### Club
Cresciuto nelle giovanili dello Sparta Rotterdam, ha esordito il 14 ottobre 2017 nel match perso 4-0 contro l'Ajax.

## Statistiche

### Presenze e reti nei club
Statistiche aggiornate al 16 gennaio 2018.
| Stagione        | Squadra          | Campionato      | Campionato | Campionato | Coppe nazionali | Coppe nazionali | Coppe nazionali | Coppe continentali | Coppe continentali | Coppe continentali | Altre coppe | Altre coppe | Altre coppe | Totale | Totale | Totale |
| Stagione        | Squadra          | Comp            | Pres       | Reti       | Comp            | Pres            | Reti            | Comp               | Pres               | Reti               | Comp        | Pres        | Reti        | Pres   | Reti   |        |
| --------------- | ---------------- | --------------- | ---------- | ---------- | --------------- | --------------- | --------------- | ------------------ | ------------------ | ------------------ | ----------- | ----------- | ----------- | ------ | ------ | ------ |
| 2017-2018       | Sparta Rotterdam | ERE             | 5          | 0          | CO              | 0               | 0               |                    | -                  | -                  |             | -           | -           | 5      | 0      |        |
| Totale Carriera | Totale Carriera  | Totale Carriera | 5          | 0          |                 | 0               | 0               |                    | -                  | -                  |             | -           | -           | 5      | 0      |        |